# 陆宗舆
陆宗舆（1876年—1941年6月1日），字润生（又作閏生），浙江省杭州府海寧州人，清末民初官员，新交通系要人。

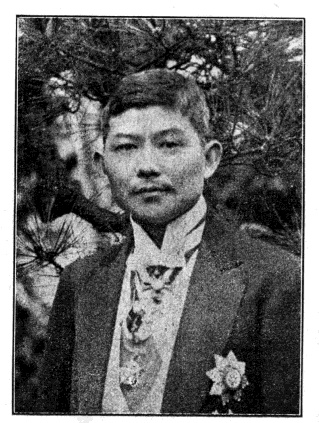
《民国之精华》中的陆宗舆照片

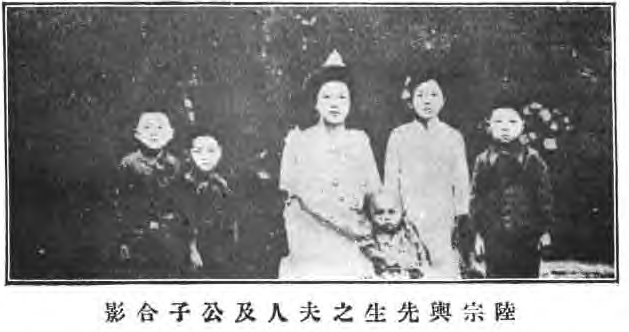
陸宗輿先生之夫人及公子合影

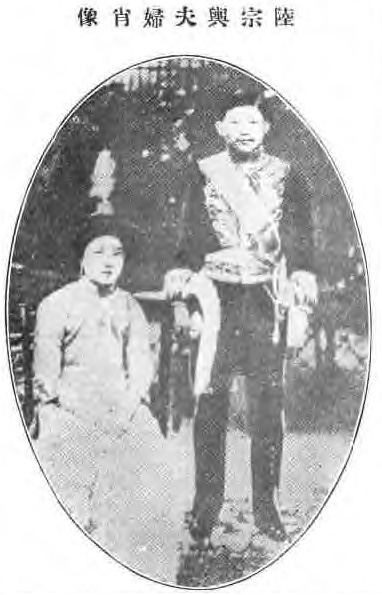
陸宗輿夫婦肖像

## 生平

### 清末的活動
陆宗舆出生于一个商人家庭。1896年（光緒22年），入南京文正書院，师从張謇。1899年（光緒25年），自費赴日本留学，入早稻田大学高等師範部法制经济科。1902年（光緒28年）归国，在北京担任税務管理工作。后来担任進士館及警官学堂教習。
1905年（光緒31年），徐世昌就任巡警部尚書后，陸宗輿获起用为巡警部主事。同年冬，随考察政治大臣載泽担任参赞，出国考察宪政。1907年（光緒33年），東三省设立，徐世昌任首任東三省总督，陸宗輿随行，担任奉天洋務局总办兼管東三省盐務。
1908年（光緒34年），升为候補四品京堂。翌年，徐世昌回北京，陸宗輿随行，任憲政編査館館員。1910年（宣統2年），任資政院議員。翌年秋，任交通銀行協理、印鑄局局長。袁世凱内閣成立时，陸宗輿任度支部右丞，兼代度支部副大臣。

### 民初外交
中華民国成立後，出任总統府財政顧問。1913年（民国2年），当选参議院議員。同年12月，任中国駐日本全权公使，到日本赴任。
翌年秋，日本山東出兵，陸宗輿秉袁世凱之意，向日本方面转达了中国的中立立场。1915年（民国4年）1月，大隈重信内閣突然向袁世凯提出二十一条，外交部次長曹汝霖在北京同日本駐華公使日置益交涉。另一方面，陸宗輿奉命在東京同日本外相加藤高明会談。5月25日，最終袁世凯接受了日方要求。
同年，袁世凱称帝，陸宗輿奉命同大隈内閣交涉，秘密争取日本对袁的支持。但随后，袁世凯在護国战争中处境不利，大隈内閣取消了对袁世凯的支持。1916年（民国5年）6月，袁世凯死後，陸宗輿被召還中国。

### 五四運動与失势
同年秋，陸宗輿就任交通銀行股東会長。翌年1月，曹汝霖就任交通銀行总理，为交涉西原借款，陸宗輿赴日本同日本首相寺内正毅会談。此後，根据日本方面的愿望，陸宗輿和中国駐日本公使章宗祥促请段祺瑞对德国宣战。
1917年（民国6年）8月，为运用西原借款，中日合办的中華滙业銀行成立，陸宗輿任总经理。翌年10月，段祺瑞被迫下野，陸宗輿在此之前被任命为幣制局总裁。1919年4月，兼任察哈爾龙烟铁矿公司督办。陸宗輿、曹汝霖共同扩大了在交通、財政部門的勢力，成为「新交通系」的领袖。
但是，西原借款及親日政策遭到中国国内舆论的反对。同年5月五四運動中，陸宗輿、曹汝霖、章宗祥被指为卖国贼。游行队伍冲进曹汝霖的宅邸进行襲撃，殴打了宅内的章宗祥，造成火烧赵家楼，陸宗輿则躲藏避难。6月，陸宗輿的政府職務被免職，但留任中華滙业銀行总理。
此後，陸宗輿曾于1925年任臨時参政院参政。北京政府倒台后，陸宗輿寓居天津及北平。1940年（民国29年）3月，南京国民政府（汪精卫政权）成立，陸宗輿出任行政院顧問。
1941年（民国30年）6月1日，陸宗輿在北京病逝。享年66岁（满64歳）。